# Mickey egér – Volt kétszer egy karácsony
A Mickey egér – Volt kétszer egy karácsony (eredeti címén Mickey's Twice Upon a Christmas) 2004-ben megjelent amerikai 3D-s számítógépes animációs filmje, amely az 1999-ben megjelent Mickey egér – Volt egyszer egy karácsony című animációs film folytatása. Az animációs játékfilm rendezője Matthew O’Callaghan, producere Pam Marsden. A forgatókönyvet Peggy Holmes írta, a zenéjét Stephen James Taylor szerezte. A videofilm a DisneyToon Studios gyártásában készült, a Walt Disney Home Video forgalmazásában jelent meg. Műfaja zenés fantasy filmvígjáték.
Amerikában 2004. november 9-én, Magyarországon 2004. december 7-én adták ki DVD-n és VHS-en.